# Roederbehandlung

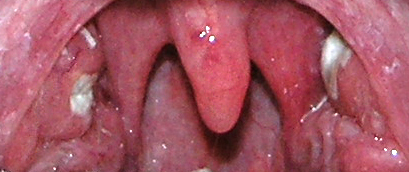
Die Detrituspfröpfe bei einer Mandelentzündung stellen sich weißlich dar.

Die Roederbehandlung (auch das Rödern) bezeichnet ein alternativmedizinisches, mechanisches Verfahren, bei dem die Detrituspfröpfe aus den Gaumen- und Rachenmandeln entfernt werden sollen. Das Rödern wird als Alternative zur operativen Entfernung der Gaumenmandeln propagiert. Für das Verfahren existiert kein wissenschaftlicher Wirksamkeitsnachweis.
Erstbeschreiber ist der Elberfelder Internist und Neurologe Heinrich Roeder (1866–1918). Er stellte 1912 die These auf, dass die Mandeln als Ausscheidungsorgane eine zentrale Stellung im Lymphgefäßsystem einnähmen.

## Anwendungsgebiete und Durchführung
Im Normalfall werden die Mandeln bei Kau- und Schluckbewegungen mitbewegt, wobei sie sich auch von dem Sekret in ihren Krypten reinigen, also bildlich gesprochen dieses ausscheiden.
Die Roederbehandlung soll diese Selbstreinigung unterstützen, indem die Mandeln massiert und Ablagerungen bzw. Mandelsteine mittels einer Glasglocke abgesaugt und somit mutmaßliche Keimherde entfernt werden. Röder ging davon aus, dass mit dieser Prozedur die „entgiftende“ Funktion der Mandeln gesteigert und so reflektorisch Einfluss auf die verschiedensten Organe ausgeübt werde.
Neben der Gaumenmandelabsaugung besteht die Roederbehandlung aus einer Massage der Rachenmandeln mit einem wattearmierten Haken, der Gaumenmandeln mittels eines bewatteten Fingers sowie der Nasenschleimhaut durch eine wattearmierte Knopfsonde.
Von der Roederbehandlung soll eine positive Allgemeinwirkung und günstige Wirkung auf örtliche Krankheitsvorgänge bis hin zu einer Abheilung chronischer Mandel- wie auch Nasen-Rachenschleimhautentzündungen ausgehen. Bei manchen Fasten- und Rohkostkuren wird die Roederbehandlung als Reinigungsmaßnahme des Körpers durchgeführt.